# Ngôn ngữ cơ thể

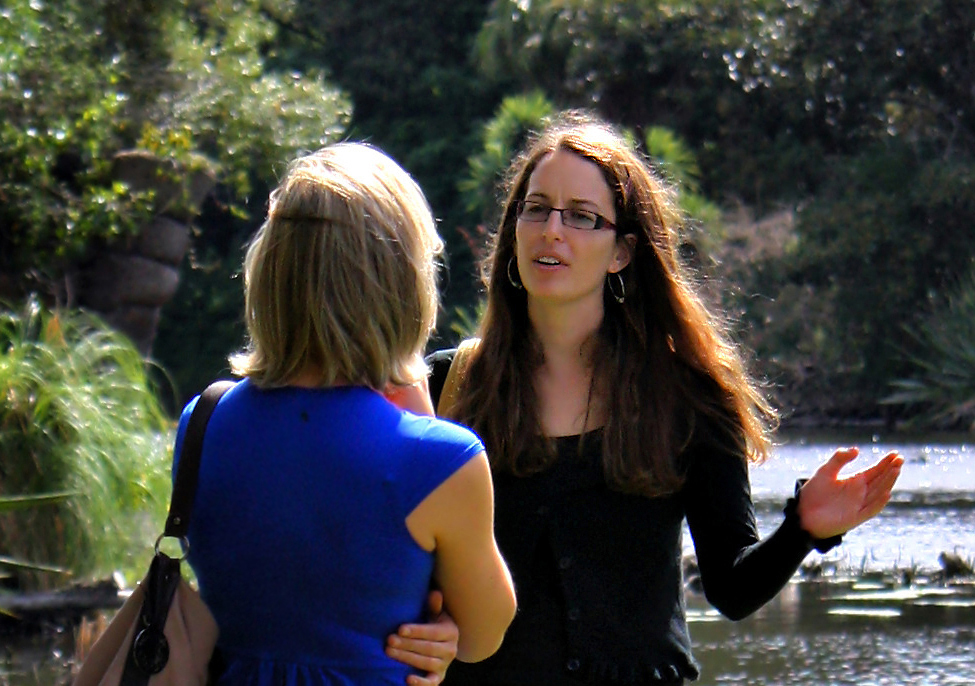
Hai người phụ nữ nói chuyện với nhau. Chú ý người phụ nữ mặc áo xanh khép một cánh tay co sát cơ thể, trong khi người kia sử dụng tay mình để biểu thị, cả hai đều là dấu hiệu của ngôn ngữ cơ thể

Ngôn ngữ cơ thể là một dạng của truyền thông phi ngôn ngữ trong đó các hành vi của cơ thể, chứ không phải ngôn ngữ, được sử dụng để thể hiện hoặc truyền đạt thông tin. Hành vi như vậy bao gồm các biểu hiện trên khuôn mặt, tư thế cơ thể, cử chỉ, cử động của mắt, đụng chạm và sử dụng không gian cá nhân. Ngôn ngữ cơ thể tồn tại ở cả động vật và con người, nhưng bài viết này tập trung vào việc giải thích ngôn ngữ cơ thể con người.
Không được nhầm lẫn ngôn ngữ cơ thể với ngôn ngữ ký hiệu, vì ngôn ngữ ký hiệu là những ngôn ngữ đầy đủ như ngôn ngữ nói và có hệ thống ngữ pháp phức tạp của riêng nó, cũng như thể hiện được các đặc tính cơ bản có trong tất cả các ngôn ngữ. Ngược lại, ngôn ngữ cơ thể không có ngữ pháp và phải được diễn giải áng chừng, thay vì có ý nghĩa tuyệt đối tương ứng với một hành vi nhất định, vì vậy nó không phải là một ngôn ngữ như ngôn ngữ ký hiệu và được gọi là "ngôn ngữ" chỉ vì văn hoá phổ biến đã quen gọi như vậy.
Trong một cộng đồng nhất định, có những diễn giải ngôn ngữ cơ thể theo cách riêng. Các diễn giải này có thể khác nhau giữa các quốc gia và giữa các nền văn hoá, chi tiết hơn có thể thấy sự khác biệt ờ phạm vi địa vị xã hội, nghề nghiệp, v.v...Về lưu ý này, có tranh cãi về tính phổ quát của ngôn ngữ cơ thể. Ngôn ngữ cơ thể, với tư cách là một nhánh của giao tiếp phi ngôn ngữ, bổ sung cho giao tiếp bằng lời nói trong tương tác xã hội. Trong thực tế, một số nhà nghiên cứu kết luận rằng giao tiếp phi ngôn ngữ chiếm phần lớn thông tin trao đổi trong tương tác giữa các cá nhân. Nó giúp thiết lập mối quan hệ giữa hai người và điều chỉnh sự tương tác.

## Tập tục chào hỏi ở một số quốc gia
Người Canada, người Peru và người Anh chào nhau bằng một cái bắt tay trong lúc đó người Hàn Quốc, người Nhật và người Indonesia thì chào nhau bằng một cái cúi đầu. Người Mỹ, người Đan Mạch và người Ai Cập chào nhau bằng một cái ôm trong lúc đó người Brasil, người Pháp và người Ý chào nhau bằng một nụ hôn lên má (áp má). Người Hy Lạp, người Nga và người Mêxicô có cách chào khá lạ hơn: vỗ lưng nhau thân mật.
Ở Mỹ, nếu bắt tay hời hợt thì đó là dấu hiệu của sự yếu ớt hay không thân thiện. Một số người, thường là phụ nữ thường chào bạn bè nhau bằng một cái ôm. Người Mỹ thích nhìn vào mắt của người đang nói chuyện với họ. Nếu không làm thế, có nghĩa là bạn đang buồn chán, đang che giấu một điều gì đó hoặc không quân tâm đến câu chuyện mà bạn đang nói. Nhưng nhìn chằm chằm một ai đó thì không được lịch sự cho lắm, đặc biệt đối với người Nhật, nếu nhìn vào mắt họ khi đang nói chuyện thì bị cho là "vô văn hoá". Đối với người Mỹ, giơ ngón tay cái lên có nghĩa là vâng, rất tốt hoặc làm tốt lắm! Chỉ ngón tay cái xuống thì có nghĩa ngược lại. Người Mỹ chỉ ngón tay trỏ vào ai đó khi họ la mắng, xoa đầu bọn trẻ khi họ yêu thương chúng.

## Cách biểu đạt

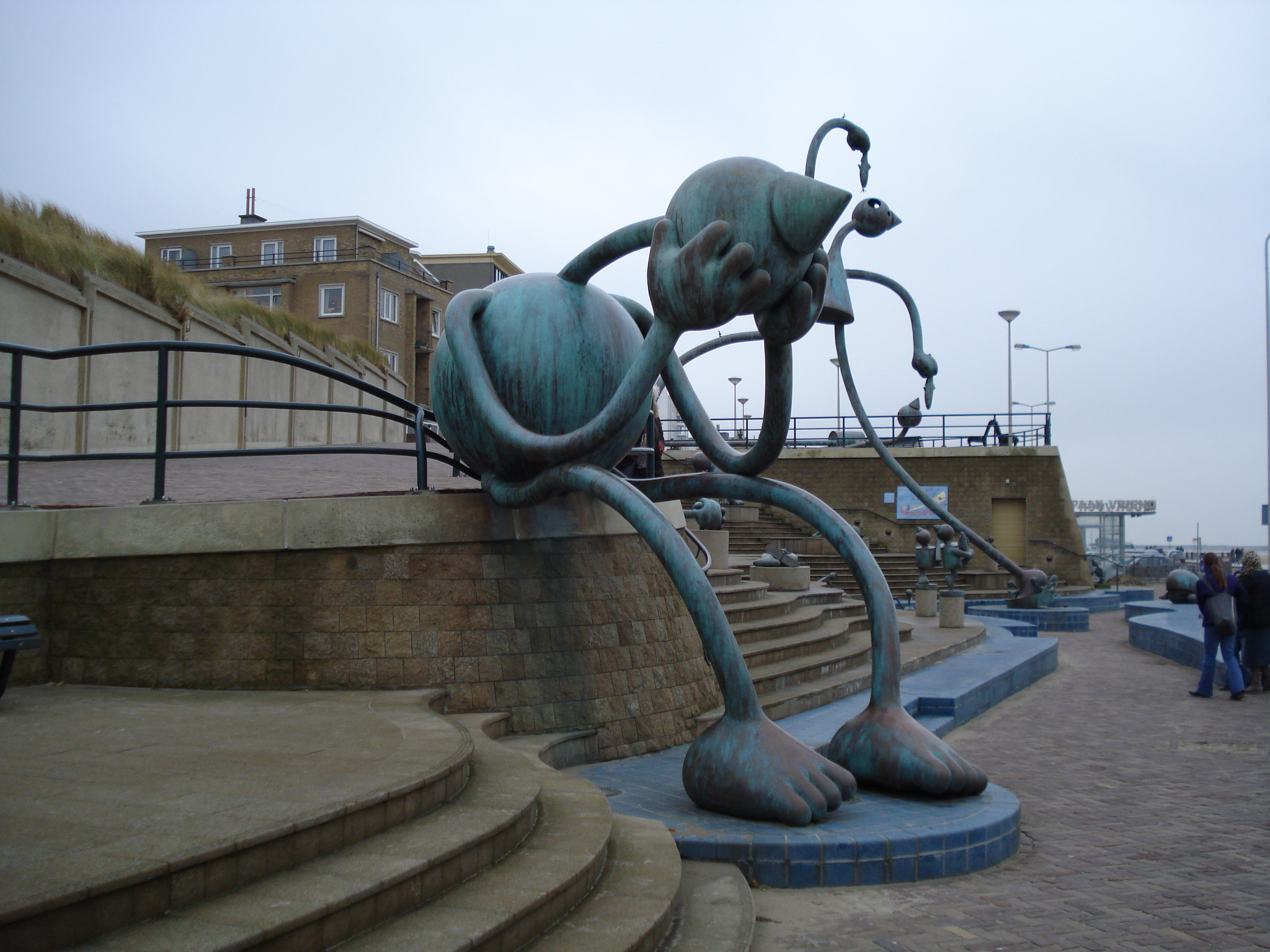
Buồn quá

Con người giao tiếp với nhau bằng nhiều loại hình ngôn ngữ khác nhau. Trong một số tình huống nhất định, con người không thể sử dụng ngôn ngữ nói mà phải sử dụng ngôn ngữ cử chỉ và ngược lại.
Một cái bắt tay, một cái vẫy tay, một ánh mắt, một nụ cười, một nụ hôn... thậm chí một vũ điệu nào đó cũng được xem là ngôn ngữ cử chỉ.
Một đứa trẻ chưa biết nói thường khóc, cười hay dùng tay chỉ khi muốn ai đó làm giúp điều gì. 
Tặng hoa, tặng quà... là một trong những cách biểu đạt ngôn ngữ cử chỉ để "thay lời muốn nói". Người Việt có câu: "nhìn quân phục, biết tư cách". Vậy, cách ăn mặc cũng nói lên sự biểu đạt ngôn ngữ cử chỉ. Ở sân cỏ, người trọng tài "giao tiếp" với các cầu thủ bằng cái còi.
Tiếng vỗ tay đồng nghĩa với tán thành. Mút tay, gãi đầu thể hiện sự thiếu tự tin, e ngại hay bối rối. Nhịp chân, rung đùi thể hiện sự thoải mái. Gật đầu khi tâm đắc một điều gì. Đôi khi, "im lặng là đồng ý"...

## Ý nghĩa
Ngôn ngữ ký hiệu, "ngôn ngữ câm" dù không nói thành lời nhưng ý nghĩa của nó thì rất quan trọng

## Đặc điểm

### Các chuyển động của đôi tay
Đặc biệt, ngôn ngữ đôi tay là được sử dụng đến nhiều nhất. Bạn sẽ khó tìm ra người nào nói chuyện mà đôi tay hoàn toàn bất động. Khi miệng nói "Tròn như quả đất" thì hai bàn tay cũng sẽ tự động đưa lên tạo dáng hình cầu. Hoặc khi miệng nói "Xoắn như trôn ốc" lập tức đồng thời ngón tay trỏ sẽ chìa ra, rồi canh tay sẽ uốn theo đườn xoắn để mô tả. Với sự hỗ trợ của hai bàn tay, hai cánh tay trong từng ngữ cảnh khác nhau, lời nói được minh họa rất rõ nét. Tuy nhiên mức độ hiệu quả đó còn phụ thuộc vào cách chuyển động của tay. Ta có các trường hợp sau đây:

#### Động tác tay đơn điệu
Nhiều thuyết trình viên có động tác tay rất đơn điệu. Trong mọi ngữ cảnh, động tác ấy vẫn như nhau. Không những nó đã không hỗ trợ được mà nhiều khi nó còn diễn tả ngược lại ý nghĩa của câu nói. Đây là trường hợp mà người nói chưa được tự tin hoặc bản năng biểu cảm của họ về động tác còn chưa phát triển.

#### Động tác tay đơn lẻ
Thuận tay nào thì dùng độc một tay ấy mà thôi. Tay còn lại thì phải cầm lấy tờ giấy (mặc dù không hề dùng đến), hoặc đút túi quần. Tệ nhất là tay còn lại không bận bịu gì cả (không giấy, không micro) mà vẫn cứ bất động. Động tác đơn lẻ mà còn thêm cả đơn điệu nữa thì quả thật chỉ có một mình ngôn ngữ lời nói phải "bao sân" hết. Thật là vất vả mà lại kém hiệu quả.

#### Động tác tay đồng điệu
Trường hợp này có khá hơn nhiều. Thường gặp ở những thuyết trình viên đã qua nhiều kinh nghiệm. Họ dùng cả hai tay để diễn tả thêm cho lời nói. Động tác hay tay luôn đối xứng nhau hoặc tịnh tiến. Đối xứng nhau có nghĩa là tay trái vung về bên trái thì tay phải cũng vung về bên phải. Tịnh tiến có nghĩa là tay trái vung về bên trái thì tay phải cũng nương theo tay trái để vung về bên trái. Nhìn thuyết trình viên này, cử tọa cảm nhận được sự tự tin ở người nói. Hai tay họ hoạt động "công khai" trước cử tọa, không rụt rè gì cả.

#### Động tác tay phối hợp
Cử động hai tay khác nhau nhưng lại phối hợp nhau thật hài hòa cho ý nghĩa của lời nói. Loại cử động này thường khó thực hiện. Việc hai tay làm những động tác khác nhau và không khớp với nội dung muốn nói gây khó chịu cho người nghe. Thật ra, ở những thuyết trình viên này, sự ngắt câu là một nhu cầu thiết yếu của họ trong khi nói. Hẳn là trong khi viết họ cũng lưu ý, chăm chút đến các dấu phẩy, dấu chấm để câu văn rõ nghĩa. Khi họ nói hết một đoạn ý, tức thì một tay sẽ đưa ra và ngưng lại, tượng trưng cho dấu chấm câu, còn tay kia lại tiếp tục diễn tả ý tiếp theo sau dấu chấm ấy.
Ở thuyết trình viên sử dụng động tác tay phối hợp này, cử tọa cảm nhận được sự logic, rõ ràng trong bài trình bày của họ. Đây là loại người thông minh, tự tin và có sức thuyết phục rất cao.

### Ngôn ngữ thân thể và giới tính
Ngôn ngữ thân thể có liên hệ nhiều đến giới tính. Tuy nhiên, nói vậy không phải giới tính nào thì chỉ sử dụng ngôn ngữ của giới tính ấy. Tùy tình huống, tùy ý tưởng diễn đạt mà ta có thể sử dụng uyển chuyển sự kết hợp của hai giới tính.
Ngôn ngữ thân thể của phái nam thì thiên về sự quyết đoán, khẳng định, mạnh mẽ. Ngôn ngữ thân thể của phái nữ thì lại thiên về sự mềm mỏng, nhu mì, thể hiện sức mạnh nội tại. Nếu xét riêng từng bộ phận cơ thể, ta sẽ thấy sự khác nhau của hai ngôn ngữ thân thể giới tính qua các ví dụ sau:

#### Giới tính ngôn ngữ đôi tay
Nam: tư thế hai cánh tay thường mở, bán kính dịch chuyển rộng, động tác dứt khoát, đường dịch chuyển có tạo góc. 
Nữ: Hai bàn tay thường đan vào nhau, tư thế đóng, bán kính dịch chuyển hẹp, động tác uyển chuyển

#### Giới tính ngôn ngữ đôi chân
Giữa đôi chân là bộ phận sinh dục. Khoảng mở của đôi chân rất nhạy cảm về giới tính. Sự thể hiện ngôn ngữ này đặc biệt nằm ẩn sâu trong tiềm thức. Có nghĩa là các động tác này hầu như hoàn toàn do bản năng điều khiển. Cho đến khi xem lại đoạn video lúc mình nói chuyện, hẳn thuyết trình viên (lúc này ý thức làm việc) sẽ phát hiện ra rất nhiều điều mới lạ từ chính bản thân mình.
Nam: Dang rộng, tạo đa giác đế vững vàng. Đi lại trong khi nói. Bước đi dứt khoát, sãi rộng 
Nữ: Hai chân chụm vào nhau. Ít khi di chuyển. Khi di chuyển thì nhẹ nhàng, bước nhỏ, thong thả.

#### Sự phối hợp giới tính ngôn ngữ thân thể
Một thuyết trình viên nam, khi cần nâng cao sự mềm mỏng để thuyết phục cử tọa đồng ý một quan điểm nào đó của mình, đôi tay của họ liền thu hẹp bán kính, cử động cũng mềm mại hơn, chân họ chụm lại. Đến khi cảm thấy cử tọa (qua thể hiện ngôn ngữ thân thể của họ trong lúc nghe) đã xiêu theo quan điểm của mình rồi, thuyết trình viên nam liền gút lại với động tác dứt khoát hơn, mạnh mẽ hơn, với bán kính tay vung lớn hơn. Thuyết trình viên nữ cũng vậy, bản thân sự nhu mì của họ đã mang tính thuyết phục mà không cần áp đặt. Khi cần khẳng định quan điểm của mình, họ sẵn sàng dang rộng tay ra để thể hiện sức mạnh của ý tưởng ấy. Xin lưu ý, khi phụ nữ dang rộng tay, trong tiềm thức, bộ ngực là bộ phận nhạy cảm về giới tính của họ hoàn toàn không được bảo vệ. Trong trường hợp này, sự không cần bảo vệ ấy thể hiện sự tự tin cao độ của họ.